# فرناندو أورتونيو
فرناندو أورتونيو (بالإسبانية: Fernando Ortuño Blasco) هو لاعب كرة قدم إسباني في مركز الهجوم، ولد في 12 أكتوبر 1945 في جرانوليريس في إسبانيا، وتوفي بنفس المكان في 13 يوليو 2015. شارك مع منتخب كاتالونيا لكرة القدم. أما مع النوادي، فقد لعب مع ريال مدريد ونادي ساباديل ونادي كاستييون.

## وصلات خارجية
- فرناندو أورتونيو على موقع قاعدة بيانات كرة القدم.إي يو (الإنجليزية)
- فرناندو أورتونيو على موقع عالم كرة القدم.نت (الإنجليزية)
- فرناندو أورتونيو على موقع أوليمبيديا (الإنجليزية)